# Slaget vid Valea Albă
Slaget vid Valea Albă ägde rum den 26 juli 1476 mellan Moldavien och Osmanska Riket. Det Osmanska Riket segrade, men blev tvingat att slå till reträt.